# Marco Iván Pérez
Marco Iván Pérez (* 9. Dezember 1987 in Mexiko-Stadt) ist ein mexikanischer Fußballspieler auf der Position eines Verteidigers.

## Laufbahn
Der aus dem Nachwuchsbereich des CF Pachuca stammende Pérez stand während seiner gesamten (bisherigen) Laufbahn bei den Tuzos unter Vertrag und spielte lediglich in der Saison 2012/13 auf Leihbasis für den San Luis FC.
Auch wenn Pérez nur kurzzeitig Stammspieler des CF Pachuca war (im Jahr 2009 bestritt er insgesamt 30 Erstligaeinsätze für die Tuzos), gehörte er zum Kader der erfolgreichen Mannschaft, die innerhalb von nur vier Jahren insgesamt sechs Titel gewann; darunter die mexikanische Meisterschaft der Clausura 2007, dreimal die CONCACAF Champions League sowie die Copa Sudamericana im Spieljahr 2006.

## Erfolge
- Mexikanischer Meister: Clausura 2007
- CONCACAF Champions’ Cup: 2007, 2008
- CONCACAF Champions League: 2009/10
- Copa Nissan Sudamericana: 2006
- SuperLiga (Nordamerika): 2007